# Emanuil Gavriliță
Emanuil "Manolache" Gavriliță (n. 18 august 1847, satul Nicorești, județul Soroca, Basarabia - d. 10 iunie 1910, Băxani) a fost un avocat, jurnalist și om politic din Basarabia. Și-a făcut studiile la Chișinău, Moscova, Viena și Berlin. În satul Băxani a înființat o școală și o bibliotecă pentru copiii de țărani.
Avocatul Emanuil Gavriliță, sprijinit de Constantin Stere, a înființat și a fost directorul ziarului Basarabia, care a apărut la Chișinău între anii 1906-1907, prima publicație periodică de limba română din provincia Basarabia.
Theodor Inculeț, unul din colaboratorii ziarului, își amintea mai târziu: 
„Nu eram prea mulți la început: Gavriliță, Pelivan, Halippa, Vîntu și noi doi, fratii Inculeț... 24 mai 1906 este ziua în care, după aproape un veac de tăcere, mulțumită revoluției din 1905, pentru întîia dată a răsunat graiul moldovenesc din nou pe pămîntul lui Ștefan cel Mare... De lucru era mult. Mai întîi trebuia să muncim pentru trezirea simțurilor naționale ale basarabenilor. Aveam a face cu țărănimea și cu pătura intelectuală moldovenească...”
Descendenții lui Emanuil Gavriliță au fost Antonia (Antonina), care se va căsători cu Romulus Cioflec și Anatolie Gavriliță.

## Comemorare
În 1935, sculptorul Antonie Plămădeală a realizat un bust al lui Gavriliță, care a fost instalat în Chișinău în 1943. Acesta a fost evacuat de autoritățile române în 1944, la Craiova, soarta sa ulterioară fiind necunoscută.